# Conditiemeting (gebouw)

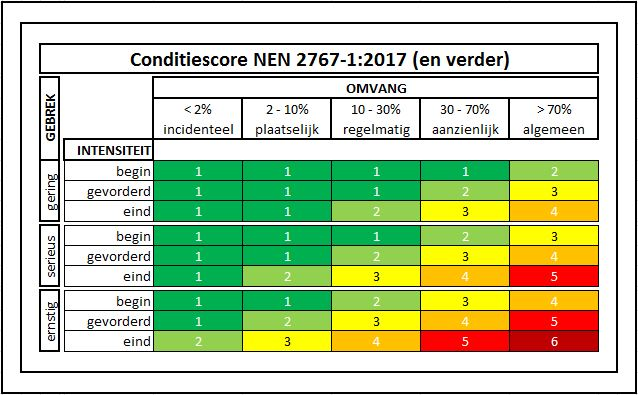
Scorekaart voor de conditiemeting conform NEN 2767

De Conditiemeting van gebouwen, terreinen en installaties is in Nederland geïntroduceerd in de jaren 1980 en in Vlaanderen in 2017. Het is de meting van de staat van onderhoud conform de NEN 2767 standaard. Dit gebeurt door middel van een vastgelegde meet- en registreermethode. De registratie geschiedt door een bouwkundig inspecteur. Bij voorkeur een integraal woning inspecteur (IWI). Deze stelt van ieder materiaal, elk element en iedere detaillering vast wat de eventuele gebreken zijn, de omvang daarvan en de intensiteit. De daaruit af te leiden conditiescore loopt van 1 tot 6, daarbij is 1 zeer goed en 6 zeer slecht. Een conditiescore van 3 is naar de maatstaf van de meeste vastgoedportefeuillehouders of gebruikers van een gebouw voldoende. 
Samenvoeging van deze objectief vastgestelde kenmerken en de conditiescore leidt tot een enkel getal, de conditiescore van een bouwdeel of zelf op het hoogste niveau een gebouw. Met dit samenvoegen moet zeer terughoudend worden omgegaan. Juist de vele individuele metingen geven de staat van een object aan. Samenvoeging leidt helaas tot vervlakking. Incidenten worden dan in de verslaglegging niet duidelijk. Er wordt voor gekozen om zo klein mogelijk te verfijnen, zodat de vele conditiescores veel vertellen over de staat waarin een gebouw verkeert.
In de bedrijfskundige benadering van onderhoud werden ook meer gegevens met elkaar vergeleken. Ook inspectieresultaten, die niet consistent bleken te zijn. Dat bleek enerzijds uit de afwijkingen die er ontstaan als twee verschillende inspecteurs naar gebouwen kijken en anderzijds door de manier waarop de opname van de inspecteurs werd vertaald naar een advies. Er is duidelijk behoefte ontstaan aan een eenduidige systematiek die objectief, transparant en reproduceerbaar het onderhoud van gebouwen vastlegt.

## Geschiedenis
Tot 1980 was er geen duidelijke richtlijn voor het vastleggen van de onderhoudsstaat van gebouwen en installaties. Er werd vanuit gegaan dat een inspectie redelijk betrouwbaar is. De expertise van de advies- en inspectiebureaus is steeds meer onder druk komen te staan. Vooral bezitters van veel vastgoed hebben daar problemen mee gekregen. Dat bleek enerzijds uit de afwijkingen die er ontstaan als twee verschillende inspecteurs naar gebouwen kijken en anderzijds door de manier waarop de opname van de inspecteurs werd vertaald naar een advies. Er was behoefte aan een eenduidige systematiek die objectief, transparant en reproduceerbaar het onderhoud van gebouwen vastlegt.
Van oorsprong stamt de conditiemeting uit Engeland. De methode werd in Nederland geïntroduceerd in verband met de Kwalitatieve Woning Registratie (KWR) die gehouden wordt onder toezicht van het ministerie van Volkshuisvesting, Ruimtelijke Ordening en Milieubeheer (VROM). Het eerste geslaagde onderzoek waarin de methode is toegepast was de KWR 1983-1985. Vanuit deze ervaring is door de "werkgroep onderhoudsnormering" van de Rijksgebouwendienst (RGD) een systematiek ontwikkeld om te ontkomen aan de op dat moment geconstateerde problemen bij de RGD die veel inspecties met zich mee brachten. Er werden veel verschillen geconstateerd tussen de inspecterende instanties onderling en er werden verschillen geconstateerd per regio. Dat maakte de verdere centrale verwerking van de inspectiegegevens bij de RGD onbetrouwbaar en uiteindelijk ook minder zinvol tot zinloos. De reden lag, na herinspectie door de RGD zelf, niet bij de gebouwen die van verschillende aard zijn, maar bij de inspectiemethodiek die onveranderlijk aanleiding was tot afwijkingen, onduidelijkheden en onregelmatigheden. Grootste probleem in het verlengde van de geconstateerde problematiek was de onmogelijkheid om objectief:
- budgetten voor het onderhoud toe te kennen op basis van bevindingen;
- investeringsbudgetten op te stellen voor renovaties of andere interne verbouwingen;
- financiële verkoopinformatie te verstrekken (zoals onderhoudsachterstanden).

De conditiemeting is ontwikkeld om het inspectieproces te objectiveren, en betrouwbare inspectiegegevens te genereren. bijkomende voordelen zijn: overdraagbaarheid en uitwisselbaarheid. De meting is steeds verder uitgewerkt. Inspectiebureaus passen hem toe om informatie te verzamelen ten behoeve van vastgoedbezitters.

## Onderhoud
Gebouwen hebben onderhoud nodig. Ten eerste zullen  de materialen, de elementen en de details waaruit gebouwen bestaan slijten. Dit legt de inspecteur vast in een conditiemeting. Ten tweede kunnen de gebruikers van gebouwen andere eisen stellen aan gebouwen, dan waar deze in eerste instantie voor zijn gebouwd. Dit noemt met het aanpassen aan huidige wensen. Nadat men de conditie heeft vastgesteld en de huidige wensen heeft bepaald kan een bouwkundige een onderhoudsplan opstellen. Deze deskundige kan op basis van ervaring dit onderhoudsplan uitbreiden tot een meerjaren onderhoudsplanning. Hierin komen terugkerende werkzaamheden zoals kozijnen schilderen in terug, maar ook investeringen in verbeteringen, zoals het isoleren van het dak kan worden opgenomen. De beheerder of eigenaar besluit wat hij wil laten uitvoeren.  
Na de uitvoering van onderhoud, zal wederom een conditiemeting kunnen worden uitgevoerd, om te controleren (vaak met een steekproef) of de werkzaamheden naar behoren zijn uitgevoerd én of de werkzaamheden ook het beoogde conditie verbeterde resultaat hebben.

## NEN 2767 onderdelen
De NEN 2767 beschrijft de wijze van bepalen van de onderhoudsstaat van gebouwen en de onderdelen waar gebouwen uit bestaan. Vaak zijn dit visuele beoordelingen van de inspecteur van (logischerwijs) zaken in het zicht. De NEN 2767 beoogt een eenvoudige en objectieve meetmethode te zijn voor het bepalen van de onderhoudsstaat van gebouwen. Gebouwen bestaan, voor wat betreft de conditiemeting uit de volgende onderdelen:
- bouwkundige;
- installatie technische;
- transporttechnische (als bijzonder onderdeel van de elektrische installaties);
- werktuigbouwkundige.

De conditiemeting heeft bepaalde voordelen maar ook nadelen. Het grootste voordeel is dat door de objectieve meting de resultaten betrouwbaarder en beter te vergelijken zijn. De conditiemeter doorloopt een bepaald protocol. Zaken die buiten dit protocol vallen mogen niet (bewust of onbewust) ontbreken in de inspectie. Een conditie meting moet dus altijd ruimte laten voor opmerkingen van de inspecteur buiten standaard.
De NEN 2767 bestaat uit een aantal onderdelen:
- NEN 2767-1:2011 + C1:2013 nl > Conditiemeting van bouw- en installatiedelen - Deel 1: Methodiek.
- NEN 2767-2:2008 nl > Conditiemeting van bouw- en installatiedelen - Deel 2: Gebrekenlijsten. In dit deel is een volledige decompositie van bouwkundige objecten vastgelegd.
- NEN 2767-3:2009 Ontw. nl > Conditiemeting van bouw- en installatiedelen - Deel 3: Aggregatie conditiescores tot Technische Index. (Vervallen, waar nodig is de inhoud geïntegreerd in de NEN 2767-1.)
- NEN 2767-4: Conditiemeting van Infrastructuur.
- NEN 2767-4-1:2010 Ontw. nl > Conditiemeting - Deel 4 - 1: Infrastructuur - Methodiek.
- NEN 2767-4-2:2010 excel nl > Gebrekenlijst. In dit deel is een volledige decompositie van infrastructuur-objecten vastgelegd.
- NEN 2767-4-2:2010 1 gebr. nl > Conditiemeting van bouw- en installatiedelen - Deel 4-2: Infrastructuur - Webapplicatie voor de decompositie en gebrekenlijst (applicatie voor 1 gebruiker).
- NEN 2767-4-2:2010 3 gebr. nl > Conditiemeting van bouw- en installatiedelen - Deel 4-2: Infrastructuur - Webapplicatie voor de decompositie en gebrekenlijst (applicatie voor drie gebruikers).

## Toepassingsgebied
De NEN 2767 of de conditiemeting wordt toegepast door gecertificeerde inspecteurs van adviesbureaus die het onderhoud aan gebouwen bepalen.

De conditiemeting wordt gehanteerd in de sectoren:
- utiliteitsbouw
- gezondheidszorg
- overheid
- onderwijs
- woningbouw (in een "lichtere" versie gezien de beperkte omvang van de particuliere of sociale woning).

De conditiemeting wordt toegepast op:
- de constructie van het gebouw (dragende systemen vanaf fundering);
- de schil van het gebouw: daken, gevels en terrein;
- de inrichting (zichtbare elementen zoals balies, keukenblokken, vaste kasten en andere timmerwerken);
- de infrastructuur (onzichtbare onderdelen van het gebouw ten behoeve van de voorzieningen in het gebouw);
- installaties (het betreft hier de "gebouweigen" installaties NIET de installaties die de gebruiker van het gebouw nodig heeft voor de specifieke eigen bedrijfsvoering).

De installaties bestaan uit:
- verwarming, luchtbehandeling en koeling, aardgasinstallatie en andere (lucht of gas) aan- en afvoerinstallatie;
- elektrische installatie ten behoeve van de voeding van elektrische apparatuur;
- water, riolering en sanitair, en installaties voor de verwerking van (afval-) water.

Binnen de industrie wordt (nog) geen gebruik gemaakt van de Conditiemeting voor bedrijfseigen installaties. Enerzijds vanwege het feit dat de Conditiemeting nog te onbekend is, anderzijds omdat er nog geen referentie zijn voor specifieke niet gebouweisen installaties.
De NEN 2767 (de Conditiemeting) is in 2009 benoemd als integraal onderdeel van de inspectiesystematiek van de RGD: de RgdBOEI®

## NEN 2767 uitkomsten
Globaal bestaat de conditiemeting volgens de NEN 2767 uit het beoordelen van de onderhoudsstaat van een element, een materiaal of een detaillering op drie aspecten:
- Belang of Ernst;
- Omvang;
- Intensiteit.

De meetmethode die tijdens de inspectie wordt uitgevoerd leidt tot een "getal" dat beschrijft hoe het onderzochte voor wat betreft het onderhoud er voor staat.
De uitslag uit de meting is een "score". De score kan zijn:
1. zeer goed (nieuwbouw);
2. goed (vergelijkbaar met nieuwbouw, wel veroudering, geen onderhoudsschade of onderhoudsbehoefte);
3. redelijk (geen nieuwbouw, beperkte onderhoudsschade of onderhoudsbehoefte);
4. matig (duidelijke onderhoudsschade en onderhoudsbehoefte);
5. slecht (grote onderhoudsschade en grote onderhoudsbehoefte);
6. zeer slecht (grote onderhoudsschade echter door zeer slechte staat kan geen onderhoud meer gepleegd worden: vervangen is noodzakelijk).

Het onderzoek conform de NEN 2767 aan een gebouw of de onderdelen van het gebouw verloopt volgens een vaste methode van meting. Met de toe te passen meetinstrumenten wordt een score samengesteld. Deze score is een samenstelling van de bevindingen op de onderdelen "gebrek" in relatie tot "omvang" en "intensiteit" (van dat gebrek). Het is mogelijk dat aan één materiaal, één detaillering of één element meerdere gebreken zijn te constateren.

## Systematiek van de NEN 2767

### Referentie
Het uit te voeren onderhoud wordt bepaald door de onderhoudsschade aan of onderhoudsbehoefte van een gebouw, de materialen de elementen en de details waar een gebouw uit bestaat. Om de onderhoudschade te bepalen volgens de NEN 2767 wordt gebruikgemaakt van een referentie (zie ook referentiekader). Vanuit de referentie wordt op vier aspecten beoordeeld wat de onderhoudsachterstand is.
1. Beïnvloeden van de werking van onderdelen. Functioneren van bouw- en installatiedelen. Gebreken die overlast voor huurders bezorgen (storing lift, cv-ketel, klemmende deuren, lekkage daken, etc.).
2. Beïnvloeding van de constructieve eigenschappen. Stabiliteit, vormvastheid, etc.
3. Materiaalintrinsieke of oppervlakte gebreken. Degradatie als gevolg van veroudering (houtrot, corrosie, etc.) en oppervlakte gebreken (afbladdering verf, etc.)
4. Basiskwaliteit van het gebruikte materiaal. Verkeerde materiaalkeuze en -samenstelling, onjuiste verwerking, verkeerde detaillering, ontwerpfouten, etc.

Het bekijken van het gebouw op basis van de referentie leidt tot bevindingen.

### Conditiescore
De bevindingen (zijn de gevonden gebreken) worden beoordeeld aan de hand van voorbeelden uit de gebrekenlijst. Deze gebreken zijn "standaard" voor de meest voorkomende materialen, elementen en details die op, in of aan een gebouw zitten. De "standaard"-gebreken worden opgesomd in de Gebrekenlijsten in deel 2 en 4-2 van de NEN 27167. Door de vergelijking van de bevindingen met de gebrekenlijst ontstaat een eerste waarde, van waaruit de conditiescore wordt opgebouwd. De eerste waarde is de "(ernst van) het gebrek". Een gebrek kan zijn:
- Gering;
- Serieus;
- Ernstig.

De volgende twee waardes zijn "omvang" en "intensiteit".

Omvang is in welke mate het gebrek voorkomt. De omvang kan zijn:
- kleiner dan 2% (is heel weinig aanwezig en vaak ook heel slecht zichtbaar);
- tussen 2% en 10% (is weinig aanwezig en matig zichtbaar);
- tussen 10% en 30% (is goed zichtbaar);
- tussen 30% en 70% (is duidelijk, overwegend in het merendeel aanwezig);
- meer dan 70% (is overduidelijk, bijna geheel aanwezig).

Intensiteit is in welke mate het gebrek is voortgeschreden in de ontwikkeling. De intensiteit kan zijn:
- beginnend of beginstadium;
- gevorderd stadium;
- eindstadium.

In onderstaande tabel is bovenstaande beoordelingsmethode goed te volgen.

Na vaststelling van de drie waardes kan in een tabel de score worden vastgesteld. Daartoe wordt in verticale en horizontale richting langs de assen de verschillende aspecten opgezocht. Op het kruispunt staat de "conditiescore".

### Uitwerking van de Conditiescore
Een conditiescore op zich zegt nog niet zo veel. Juist het relatief toepassen van de conditiescore maakt de score tot een middel om strategisch onderhoud uit te kunnen voeren.
Als er geen onderhoudsstrategie is, zijn de beschikbare financiële middelen leidend bij de bepaling van de budgethoogte voor het onderhoud.
Dat dit tot nare situaties kan leiden is algemeen bekend. Bij gebrek aan middelen wordt er geen onderhoud gepleegd en dat leidt tot schade, ongelukken, bedrijfseconomische problemen en uiteindelijk tot maatschappelijk onaanvaardbare toestanden.

Door goed onderhoud worden al deze problemen voorkomen.

Maar, de vraag is, wat is goed onderhoud.
Om goed onderhoud toe te kunnen passen dient er een analyse gemaakt te worden van de risico's die fout (geen, te weinig of verkeerd) onderhoud met zich mee brengt. De risico's worden per conditiescore in beeld gebracht. In een paar voorbeelden:
- Bij een score 1 is sprake van nieuwbouw. Dat brengt op zich geen schade met zich mee.
- Bij een score 2 is er sprake van geringe gebreken en daarmee is er ook sprake van heel kleine schade en de risico's zijn dan beperkt. Echter, als we dat toepassen op de volgende zaken ontstaan twee verschillende beelden bij de score "twee":
  - Een dakbedekking met een score 2 vertoont nauwelijks afwijkingen van de nieuwstaat en gaat nog heel lang mee. Dit is acceptabel > niets aanpassen en volgend jaar weer kijken
  - De verlichting van een operatiekamer met een score 2 kan en zal vaker uitvallen dan de verlichting met een score 1. Dit is onacceptabel > meteen vervangen door nieuwe lampen.

Daarmee is al duidelijk dat de conditiescore als een strategisch instrument kan worden ingezet om een onderhoudsactiviteit vast te stellen. Door het systematisch goed toe te passen wordt een onderhoudsstaat bereikt die voor de eigenaar van het gebouw of haar gebruikers als acceptabel wordt aangemerkt. Men is integraal op de hoogte van de risico's die men wil nemen en daarmee is zowel het onderhoud dat WEL, als het onderhoud dat NIET wordt uitgevoerd verklaarbaar.
Met de eigenaar en/of de gebruiker van een gebouw wordt afgesproken wat de conditie op zijn hoogst mag zijn (in dit voorbeeld een "maximaal toegestane score 3"). Dat kunnen partijen afspreken op een "detaildiepte" die zij zelf kiezen. Hoe dieper de detaillering waarin men wil kijken naar onderdelen, hoe fijner de conditiescore kan worden toegepast. Nadeel is dat dan snel op heel kleine schaal wordt ingegrepen, want een heel klein element kan makkelijker in een verkeerde score (is een score van 4, 5 of 6) terechtkomen dan de optelling van elementen naar een hoger niveau. Bijvoorbeeld: als het detailniveau is dat de score wordt vastgesteld voor iedere radiatorknop (is een onderdeel van de CV) is één roestende en lekkende kraan Zeer Slecht (score 6) en moet meteen vervangen worden. Maar, als er voor wordt gekozen "de verwarming" te scoren, is de ene roestende kraan slechte een onderdeel dat meegewogen wordt (de score is dan 3 en daarmee voldoet de installatie). Het is dus van zeer groot belang dat alle partijen weten op welk detailniveau de score wordt vastgesteld. Zie ook verderop: "Problemen met de conditiescore".
De conditiescore 3 is een veel gebruikt waarde om in eerste instantie van uit te gaan. Binnen een paar jaren wordt in gezamenlijk overleg tussen gebruiker, eigenaar en de adviseur de maximaal toegestane conditie voor een aantal zaken vastgesteld. Zie het voorbeeld hierboven van de verlichting van de operatiekamer. Het is in het begin vaak gebruiker en eigenaar niet duidelijk wat de score precies inhoudt en wat de bijbehorende risico's zijn. Als dat gaande het gebruik duidelijk wordt, kan gekozen worden om voor belangrijke onderdelen een lagere (is een betere) maximaal toegestane conditiescore te hanteren.

Bijvoorbeeld:
- alle gewone verlichting in het ziekenhuis mag een maximale toegestane conditiescore hebben van 3.
- de verlichting op de afdeling IC mag een maximale conditiescore hebben van 2.
- de verlichting van de operatiekamers MOET te allen tijde een conditiescore hebben van 1.

Hoe lager de score, hoe beter de onderhoudsstaat van het element dient te zijn, hoe veel eerder en intensiever onderhoud uitgevoerd moet worden om de score te handhaven. Daar staat tegenover dat een lagere score een hogere financiële last met zich mee brengt. Of dit haalbaar is, is aan de adviseur, de eigenaar (die als eerste de rekening moet betalen) en de gebruiker (die zal worden belast voor de extra kosten die beter onderhoud met zich meebrengt). Het is dan aan de gebruiker om af te wegen wat de risico's zijn in relatie tot de meerkosten. Overigens, moeten ook de andere zaken meegenomen worden die een beroep doen op de middelen waar een organisatie over beschikt voor het onderhoud: de eigen mensen, het management en de problemen die onderhoudswerken met zich mee brengen: verstoring van het productieproces, hinder en overlast.
De conditiemeting en de daarbij behorende conditiescore maken voor alle partijen beter inzichtelijk met welke reden (op welke grondslag) onderhoud wordt uitgevoerd. Op den duur wordt daarmee een gebouw betrouwbaarder, veiliger, bruikbaarder, gezonder en duurzamer (indien men ook dit aspect meeneemt in de ontwikkeling van het gebouw).

## Problemen met de Conditiescore
De Conditiescore lijkt in eerste instantie een objectief, neutraal, transparant en reproduceerbaar getal. Echter gezien de mogelijkheid om de conditiescore op een bepaald niveau van diepte vast te stellen is het mogelijk dat het getal uiteindelijk niets meer zegt. Dat heet de vervlakking. Vervlakking is een ernstig probleem van de conditiescore. Hoe werkt dat?
De score wordt bepaald door te kijken naar een element, een materiaal of een detaillering. Als de score wordt vastgesteld van een klein element en dat element wijkt sterk negatief af (verkeert dus in een slechte toestand) dan krijgt dat element ook een beoordeling waaruit blijkt dat het element slecht is. Bijvoorbeeld score 5 of 6. Echter, het is toegestaan om de scores van een aantal dezelfde elementen bijeen te tellen op een hoger niveau, bijvoorbeeld op het niveau van een systeem. Dan treedt de statistische valkuil in werking: één slecht element kan er niet voor zorgen dat er een slechte score uit komt voor het gehele systeem. Er komt een gemiddelde score uit en het systeem verkeert dan in een gemiddelde staat. Soms is dat niet erg, maar steeds vaker lopen de inspecteurs tegen het probleem op dat een heel systeem niet functioneert omdat slechts één onderdeel niet functioneert terwijl de score eigenlijk zegt dat het systeem nog prima in orde is. Het beste voorbeeld hiervan is de CV installatie. Stel er lekt één radiatorkraan. Dan verkeert de kraan in conditie 6 en de installatie loopt voortdurend helemaal leeg en moet telkens worden bijgevuld met nieuw water, dat weer veel zuurstof bevat en zo de installatie meer schade toebrengt dan wanneer de kraan niet zou lekken. En toch is de gehele conditie twee of drie. Dit leidt tot niet ingrijpen maar de installatie veroudert, verslijt of verweert veel sneller dan wanneer er geen kraan zou lekken en is dus eerder aan vervanging toe dan verwacht mocht worden.
Hoe voorkomt men dat door vervlakking noodzakelijk onderhoud niet wordt uitgevoerd?
De vervlakking moet worden gecorrigeerd door het introduceren van een "manifest gebrek": de lekkende radiatorkraan verkeert in een zeer slechte staat en dat is een manifest gebrek. Dat moet meteen verholpen worden, ongeacht de schaal. Het is de goede expertise van een gecertificeerde inspecteur die ervoor zorgt dat vervlakking niet op deze manier noodzakelijk onderhoud tegenwerkt. In de inspectierapportage wordt dit soort gebreken genoemd en wordt ook een voorstel gedaan om de manifeste gebreken meteen te verhelpen.
Andere problemen, waardoor de conditiemeting niet altijd leidt tot één identiek rapport bij meerdere verschillende inspecteurs:
- de omvang en intensiteit zijn soms lastig te bepalen.
- de inspecteur heeft een specifieke kennis in het ene en minder kennis van het andere vakgebied (bouwkunde, elektra, werktuigbouwkunde, transporttechniek).
- bepaalde omstandigheden, waaronder het weer, kunnen de inspectie beïnvloeden.
- verborgen gebreken (of heel lastige gebreken die zich alleen voordoen door bepaalde symptomen) zijn voor sommige inspecteurs wel te traceren en voor anderen niet.

## Toepassing
De conditiemeting is niet altijd van toepassing. Bijvoorbeeld: Voor kleinere werken, voor het huurdersbelang en -verantwoordelijkheid of voor gebouwen met een nieuwe gelijkmatige onderhoudsstatus is het niet noodzakelijk om een conditiemeting uit te voeren. Het kan en mag wel.
De conditiemeting heeft de volgende concrete toepassingsmogelijkheden:
1. Nieuwbouw, gelijk na de oplevering. De uitgangssituatie. Deze meting (vaak een 0-meting genoemd) levert de gegevens op van een nieuw gebouw of een gebouw dat naar de beste maatstaven is gerenoveerd. De meting wordt als "BIAS materiaal" gebruikt. Dat betekent dat de meetgegevens worden gebruikt om een situatie te beschrijven om in de toekomst naar te verwijzen of naar terug te keren.
2. Aankoop. Eveneens een uitgangssituatie. De meting (vaak ten onrechte een 0-meting genoemd) wordt gebruikt om de onderhoudslast en de mogelijke onderhoudsactiviteiten die noodzakelijk zijn om het gebouw goed te kunnen gebruiken, vast te stellen. De 0-meting moet in ieder geval altijd een financiële uitleg geven van de onderhoudsvraag. Deze wordt in de onderhandelingen over de aankoop en de aankoopsom meegenomen. In feite is deze "0-meting" de basis voor de berekening om tot een echte 0-meting te komen: nieuwbouw, renovatie of groot onderhoud, na de oplevering van de werkzaamheden.
3. MOP inspectie. Een (vaak zeer grondige en totale) inspectie van het gebouw met de installaties en de terreinen om te bepalen welke elementen, materialen en detailleringen er zijn en welk onderhoud daar aan noodzakelijk is over een van tevoren vastgestelde periode (van bijvoorbeeld 20 jaar). NA de inspectie wordt vaak in twee stappen een MOP, MJOP MJR of LTOP gemaakt.
4. Jaarlijkse (of anderszins cyclische meting) her-inspectie. Een conditiemeting om te bepalen of het onderhoud dat uit de MOP komt ook van toepassing is. Deze inspectie kan zeer doelgericht worden gehouden, omdat bekend is welk onderhoud er gepleegd wordt.
5. Correctie gestuurde inspectie. Een bijzondere inspectie die gehouden wordt omdat er een of meerdere "klachten" (mankementen aan vaak technische installaties) zijn, service verzoeken zijn of onderhoudscorrecties moeten worden uitgevoerd die volgens de MOP niet zouden mogen voorkomen. Er is vaak sprake van schade. Voorbeelden hiervan zijn: lekkage van nieuwe daken, uitvallen van nieuw voegwerk etc.
6. Deskundigen inspectie. Een inspectie die uitgevoerd wordt door een deskundige in een bijzonder vakgebied, waarbij niet kan worden volstaan met een inspectie van een algemeen opgeleid inspecteur. Deze deskundige heeft in het kader van de vraag vaak "zijn sporen verdiend". Van de deskundige inspecteur wordt verwacht dat hij / zij een eindoordeel kan en zal vellen over de feitelijke staat van het onderhoud. Voorbeelden zijn: loslaten van tegelwerk in een zwembassin, niet goed werken van de luchtbehandeling waardoor iedereen "rode oogjes" krijgt. De expertise komt vaak van (ingenieur- of advies-) bureaus die zich verregaand bekwaamd hebben in de materie.
7. Arbitrage inspectie. Een inspectie ten behoeve van een juridisch probleem. De arbitrage inspectie betreft in de meeste gevallen een tweede deskundigen inspectie om de laatste onzekerheden in de arbitrage (en niet zelden voor de rechter) weg te nemen. Er is bijna altijd sprake van een schuldvraag.